# Fan 2
Fan 2 est un magazine pour adolescents qui réunit des interview de différentes célébrités, généralement jeunes, comme  Miley Cyrus, Selena Gomez, One Direction, Justin Bieber, etc.
Le 27 février 2018, l'équipe de Fan2 annonce sur leur compte Twitter officiel qu'ils prendront une pause. La date de retour du magazine n'a pas été précisée.

## Rubriques
- Tout Show
- Tous Fans 2...
- En Direct De Fan 2.Fr
- Stars Interviews
- Battle
- Zap TV
- Ciné
- Fan D'Elles
- Shopping News
- Look A La Loupe
- Je L'Veux !
- Perso
- Love Conseils
- Micro Trrottoir
- Beauté Astuces
- Interview Express
- Belle Comme...
- Santé Pratique
- Super Test
- Fun Test
- Astro
- Posters
- Sonneries